# Marsz–96
A Marsz–96 (időnként Marsz–8-nak is nevezték) orosz űrszonda, melynek célja a Mars kutatása volt. Sok különbség volt a Marsz–8 és a korábbi szovjet Marsz szondák között. A Marsz–8 inkább egy különálló program volt. A szonda penetrátorokat és leszállóegységeket is magával vitt. A műszerek építésében részt vettek magyar szakemberek is. 1996. november 16-án indították Proton hordozórakétával a bajkonuri űrrepülőtérről. Indításkor a 4. rakétafokozat hibája miatt a szonda nem tudott elindulni a Mars felé, és visszatért a földi légkörbe. A Csendes-óceánba csapódott be.